# 10月2日 (旧暦)
旧暦10月2日（きゅうれきじゅうがつふつか）は、旧暦10月の2日目である。六曜は大安である。

## できごと
- 景行天皇40年（ユリウス暦110年11月1日） - 日本武尊が東夷討伐に出発
- 安政2年（グレゴリオ暦1855年11月11日） - 安政江戸地震。下町を中心に被害。死者7千人以上
- 明治3年（グレゴリオ暦1870年10月26日） - 明治政府が、陸軍はフランス式、海軍はイギリス式と定める

## 誕生日
- 宝暦8年（グレゴリオ暦1758年11月2日） - 良寛、曹洞宗の僧侶、歌人、漢詩人、書家（+ 1831年）

## 忌日
- 宝亀6年（ユリウス暦775年10月30日） - 吉備真備、漢学者，廷臣（* 693年）
- 天文22年（ユリウス暦1553年11月7日） - 山崎宗鑑、連歌師・俳人（* 1465年）
- 寛永20年（グレゴリオ暦1643年11月13日） - 天海、天台宗の僧侶（* 1536年）
- 天保6年（グレゴリオ暦1835年11月21日） - 華岡青洲、医師・麻酔術を開発（* 1760年）
- 安政2年（グレゴリオ暦1855年11月11日） - 藤田東湖、儒学者（* 1806年）